# Volleyball Nations League femminile 2022
La Volleyball Nations League 2022 si è svolta dal 31 maggio al 17 luglio 2022: al torneo hanno partecipato sedici squadre nazionali e la vittoria finale è andata per la prima volta all'Italia.

## Regolamento

### Formula
Le squadre sono state divise in due categorie, quella principale e quella secondaria (quest'ultima, in questa edizione, ha compreso Belgio, Bulgaria, Canada, Rep. Dominicana e Polonia): tuttavia le squadre hanno disputato un unico torneo senza alcuna distinzione.
Le formula ha previsto:
- Prima fase, disputata con girone all'italiana: le prime sette classificate e la nazionale del paese organizzatore (nel caso in cui sia arrivata tra le prime sette si qualifica l'ottava classifica) hanno acceduto alla fase finale, mentre l'ultima classificata tra le squadre della categoria secondaria è retrocessa in Volleyball Challenger Cup 2022.
- Fase finale, disputata con quarti di finale, semifinale, finale per il terzo posto e finale, giocate con gara unica[2].

### Criteri di classifica
Se il risultato finale è stato di 3-0 o 3-1 sono stati assegnati 3 punti alla squadra vincente e 0 a quella sconfitta, se il risultato finale è stato di 3-2 sono stati assegnati 2 punti alla squadra vincente e 1 a quella sconfitta.
L'ordine del posizionamento in classifica è stato definito in base a:
- Numero di partite vinte;
- Punti;
- Ratio dei set vinti/persi;
- Ratio dei punti realizzati/subiti;
- Risultati degli scontri diretti.

## Squadre partecipanti
| Squadra         | Qualificazione | Ultima partecipazione          |
| --------------- | -------------- | ------------------------------ |
| Belgio          | Wild card      | Volleyball Nations League 2021 |
| Brasile         | Wild card      | Volleyball Nations League 2021 |
| Bulgaria        | Wild card      | Volleyball Nations League 2019 |
| Canada          | Wild card      | Volleyball Nations League 2021 |
| Cina            | Wild card      | Volleyball Nations League 2021 |
| Corea del Sud   | Wild card      | Volleyball Nations League 2021 |
| Germania        | Wild card      | Volleyball Nations League 2021 |
| Giappone        | Wild card      | Volleyball Nations League 2021 |
| Italia          | Wild card      | Volleyball Nations League 2021 |
| Paesi Bassi     | Wild card      | Volleyball Nations League 2021 |
| Polonia         | Wild card      | Volleyball Nations League 2021 |
| Rep. Dominicana | Wild card      | Volleyball Nations League 2021 |
| Serbia          | Wild card      | Volleyball Nations League 2021 |
| Stati Uniti     | Wild card      | Volleyball Nations League 2021 |
| Thailandia      | Wild card      | Volleyball Nations League 2021 |
| Turchia         | Wild card      | Volleyball Nations League 2021 |

## Torneo

### Fase a gironi

#### Prima settimana
| Girone 1        | Girone 2    |
| --------------- | ----------- |
| Brasile         | Belgio      |
| Canada          | Bulgaria    |
| Corea del Sud   | Cina        |
| Germania        | Italia      |
| Giappone        | Paesi Bassi |
| Polonia         | Serbia      |
| Rep. Dominicana | Thailandia  |
| Stati Uniti     | Turchia     |

##### Girone 1
| 31 maggio 2022 Brookshire Grocery Arena, Bossier City Durata: 2h:08 - Spettatori: 250  | Germania        | 1 - 3 | Brasile         | 27-29, 25-23, 25-27, 21-25        |
| 31 maggio 2022 Brookshire Grocery Arena, Bossier City Durata: 1h:13 - Spettatori: 394  | Stati Uniti     | 3 - 0 | Rep. Dominicana | 25-21, 25-17, 25-18               |
| 1º giugno 2022 Brookshire Grocery Arena, Bossier City Durata: 1h:46 - Spettatori: 111  | Polonia         | 3 - 1 | Canada          | 20-25, 25-22, 25-23, 25-20        |
| 1º giugno 2022 Brookshire Grocery Arena, Bossier City Durata: 2h:11 - Spettatori: 201  | Corea del Sud   | 0 - 3 | Giappone        | 17-25, 16-25, 11-25               |
| 2 giugno 2022 Brookshire Grocery Arena, Bossier City Durata: 1h:21 - Spettatori: 105   | Brasile         | 3 - 0 | Polonia         | 25-23, 25-21, 25-22               |
| 2 giugno 2022 Brookshire Grocery Arena, Bossier City Durata: 1h:56 - Spettatori: 206   | Germania        | 2 - 3 | Giappone        | 27-25, 25-23, 20-25, 22-25, 12-15 |
| 2 giugno 2022 Brookshire Grocery Arena, Bossier City Durata: 1h:07 - Spettatori: 235   | Canada          | 3 - 0 | Rep. Dominicana | 25-18, 25-15, 25-18               |
| 3 giugno 2022 Brookshire Grocery Arena, Bossier City Durata: 1h:18 - Spettatori: 311   | Germania        | 3 - 0 | Corea del Sud   | 25-22, 25-15, 25-16               |
| 3 giugno 2022 Brookshire Grocery Arena, Bossier City Durata: 1h:34 - Spettatori: 625   | Rep. Dominicana | 1 - 3 | Brasile         | 9-25, 25-16, 18-25, 17-25         |
| 3 giugno 2022 Brookshire Grocery Arena, Bossier City Durata: 1h:09 - Spettatori: 1 002 | Stati Uniti     | 3 - 0 | Canada          | 25-14, 25-22, 25-19               |
| 4 giugno 2022 Brookshire Grocery Arena, Bossier City Durata: 1h:07 - Spettatori: 625   | Corea del Sud   | 0 - 3 | Polonia         | 9-25, 23-25, 11-25                |
| 4 giugno 2022 Brookshire Grocery Arena, Bossier City Durata: 1h:31 - Spettatori: 985   | Rep. Dominicana | 1 - 3 | Giappone        | 17-25, 25-20, 21-25, 10-25        |
| 4 giugno 2022 Brookshire Grocery Arena, Bossier City Durata: 1h:13 - Spettatori: 1 545 | Stati Uniti     | 3 - 0 | Brasile         | 25-21, 25-20, 25-18               |
| 5 giugno 2022 Brookshire Grocery Arena, Bossier City Durata: 1h:57 - Spettatori: 355   | Polonia         | 3 - 2 | Germania        | 27-25, 25-22, 14-25, 23-25, 15-7  |
| 5 giugno 2022 Brookshire Grocery Arena, Bossier City Durata: 1h:16 - Spettatori: 702   | Giappone        | 3 - 0 | Stati Uniti     | 25-22, 25-20, 25-20               |
| 5 giugno 2022 Brookshire Grocery Arena, Bossier City Durata: 1h:08 - Spettatori: 680   | Corea del Sud   | 0 - 3 | Canada          | 21-25, 13-25, 16-25               |

##### Girone 2
| 31 maggio 2022 Ankara Arena, Ankara Durata: 1h:27 - Spettatori: 1 000  | Thailandia  | 3 - 0 | Bulgaria    | 25-20, 25-22, 25-20               |
| 31 maggio 2022 Ankara Arena, Ankara Durata: 1h:29 - Spettatori: 10 470 | Turchia     | 3 - 0 | Italia      | 25-20, 25-19, 25-19               |
| 1º giugno 2022 Ankara Arena, Ankara Durata: 1h:50 - Spettatori: 764    | Belgio      | 1 - 3 | Serbia      | 25-14, 16-25, 17-25, 22-25        |
| 1º giugno 2022 Ankara Arena, Ankara Durata: 2h:03 - Spettatori: 1 340  | Cina        | 3 - 1 | Paesi Bassi | 16-25, 25-22, 25-23, 25-23        |
| 2 giugno 2022 Ankara Arena, Ankara Durata: 2h:20 - Spettatori: 460     | Thailandia  | 3 - 2 | Serbia      | 25–23, 25–27, 25–20, 20–25, 15–12 |
| 2 giugno 2022 Ankara Arena, Ankara Durata: 1h:56 - Spettatori: 710     | Bulgaria    | 3 - 2 | Paesi Bassi | 25–15, 12–25, 19–25, 25–15, 15–7  |
| 2 giugno 2022 Ankara Arena, Ankara Durata: 1h:47 - Spettatori: 1 007   | Belgio      | 1 - 3 | Italia      | 25–21, 19–25, 23–25, 20–25        |
| 3 giugno 2022 Ankara Arena, Ankara Durata: 1h:24 - Spettatori: 690     | Serbia      | 3 - 0 | Bulgaria    | 26–24, 25–15, 26–24               |
| 3 giugno 2022 Ankara Arena, Ankara Durata: 1h:08 - Spettatori: 1 650   | Paesi Bassi | 0 - 3 | Italia      | 19–25, 15–25, 15–25               |
| 3 giugno 2022 Ankara Arena, Ankara Durata: 1h:40 - Spettatori: 12 970  | Turchia     | 1 - 3 | Cina        | 16–25, 25–20, 16–25, 22–25        |
| 4 giugno 2022 Ankara Arena, Ankara Durata: 2h:09 - Spettatori: 690     | Thailandia  | 2 - 3 | Belgio      | 22-25, 25-18, 25-23, 21-25, 13-15 |
| 4 giugno 2022 Ankara Arena, Ankara Durata: 1h:37 - Spettatori: 3 187   | Cina        | 3 - 1 | Italia      | 25-13, 20-25, 25-22, 25-18        |
| 4 giugno 2022 Ankara Arena, Ankara Durata: 1h:18 - Spettatori: 10 780  | Bulgaria    | 0 - 3 | Turchia     | 19-25, 21-25, 16-25               |
| 5 giugno 2022 Ankara Arena, Ankara Durata: 2h:03 - Spettatori: 690     | Serbia      | 3 - 2 | Paesi Bassi | 27-25, 25-16, 17-25, 22-25, 15-13 |
| 5 giugno 2022 Ankara Arena, Ankara Durata: 1h:56 - Spettatori: 3 500   | Thailandia  | 3 - 2 | Cina        | 25-23, 13-25, 14-25, 25-23, 15-11 |
| 5 giugno 2022 Ankara Arena, Ankara Durata: 1h:46 - Spettatori: 13 920  | Turchia     | 3 - 1 | Belgio      | 15-25, 25-21, 25-21, 25-15        |

#### Seconda settimana
| Girone 3        | Girone 4    |
| --------------- | ----------- |
| Brasile         | Belgio      |
| Corea del Sud   | Bulgaria    |
| Germania        | Canada      |
| Italia          | Cina        |
| Paesi Bassi     | Giappone    |
| Rep. Dominicana | Polonia     |
| Serbia          | Stati Uniti |
| Turchia         | Thailandia  |

##### Girone 3
| 14 giugno 2022 Ginásio Nilson Nelson, Brasilia Durata: 1h:46 - Spettatori: 840   | Paesi Bassi     | 1 - 3 | Germania        | 20-25, 19-25, 25-12, 22-25        |
| 14 giugno 2022 Ginásio Nilson Nelson, Brasilia Durata: 1h:36 - Spettatori: 717   | Serbia          | 1 - 3 | Italia          | 25-21, 14-25, 15-25, 20-25        |
| 15 giugno 2022 Ginásio Nilson Nelson, Brasilia Durata: 1h:18 - Spettatori: 973   | Rep. Dominicana | 3 - 0 | Corea del Sud   | 25-21, 25-17, 25-13               |
| 15 giugno 2022 Ginásio Nilson Nelson, Brasilia Durata: 2h:02 - Spettatori: 6 209 | Brasile         | 3 - 1 | Turchia         | 19-25, 25-23, 25-23, 25-23        |
| 16 giugno 2022 Ginásio Nilson Nelson, Brasilia Durata: 1h:42 - Spettatori: 569   | Serbia          | 3 - 0 | Corea del Sud   | 40-38, 25-22, 25-22               |
| 16 giugno 2022 Ginásio Nilson Nelson, Brasilia Durata: 2h:06 - Spettatori: 3 985 | Italia          | 3 - 2 | Rep. Dominicana | 25-23, 20-25, 25-19, 16-25, 15-12 |
| 16 giugno 2022 Ginásio Nilson Nelson, Brasilia Durata: 1h:29 - Spettatori: 8 183 | Paesi Bassi     | 0 - 3 | Brasile         | 16–25, 15–25, 23–25               |
| 17 giugno 2022 Ginásio Nilson Nelson, Brasilia Durata: 1h:25 - Spettatori: 2 195 | Germania        | 0 - 3 | Italia          | 19-25, 22-25, 25-27               |
| 17 giugno 2022 Ginásio Nilson Nelson, Brasilia Durata: 2h:08 - Spettatori: 2 362 | Serbia          | 3 - 2 | Turchia         | 25-19, 15-25, 20-25, 25-22, 15-13 |
| 17 giugno 2022 Ginásio Nilson Nelson, Brasilia Durata: 2h:22 - Spettatori: 807   | Paesi Bassi     | 2 - 3 | Rep. Dominicana | 25-23, 20-25, 21-25, 25-15, 7-15  |
| 18 giugno 2022 Ginásio Nilson Nelson, Brasilia Durata: 1h:34 - Spettatori: 8 923 | Italia          | 3 - 1 | Brasile         | 25-17, 25-15, 14-25, 25-14        |
| 18 giugno 2022 Ginásio Nilson Nelson, Brasilia Durata: 1h:25 - Spettatori: 1 403 | Germania        | 0 - 3 | Turchia         | 22-25, 21-25, 22-25               |
| 18 giugno 2022 Ginásio Nilson Nelson, Brasilia Durata: 1h:14 - Spettatori: 156   | Paesi Bassi     | 3 - 0 | Corea del Sud   | 25-11, 25-21, 25-18               |
| 19 giugno 2022 Ginásio Nilson Nelson, Brasilia Durata: 1h:18 - Spettatori: 8 363 | Brasile         | 3 - 0 | Serbia          | 25-21, 25-9, 25-21                |
| 19 giugno 2022 Ginásio Nilson Nelson, Brasilia Durata: 1h:49 - Spettatori: 989   | Germania        | 1 - 3 | Rep. Dominicana | 23-25, 23-25, 25-11, 25-27        |
| 19 giugno 2022 Ginásio Nilson Nelson, Brasilia Durata: 1h:41 - Spettatori: 273   | Turchia         | 3 - 1 | Corea del Sud   | 20-25, 25-13, 25-19, 25-15        |

##### Girone 4
| 14 giugno 2022 Smart Araneta Coliseum, Quezon City Durata: 1h:21 - Spettatori: 487   | Canada      | 0 - 3 | Thailandia  | 19-25, 22-25, 24-26               |
| 14 giugno 2022 Smart Araneta Coliseum, Quezon City Durata: 1h:17 - Spettatori: 744   | Giappone    | 3 - 0 | Polonia     | 25-21, 25-21, 25-21               |
| 15 giugno 2022 Smart Araneta Coliseum, Quezon City Durata: 1h:16 - Spettatori: 405   | Bulgaria    | 0 - 3 | Stati Uniti | 20-25, 22-25, 20-25               |
| 15 giugno 2022 Smart Araneta Coliseum, Quezon City Durata: 1h:09 - Spettatori: 748   | Cina        | 3 - 0 | Belgio      | 25-19, 25-22, 25-14               |
| 16 giugno 2022 Smart Araneta Coliseum, Quezon City Durata: 1h:56 - Spettatori: 280   | Polonia     | 3 - 2 | Thailandia  | 22-25, 27-29, 25-16, 25-16, 15-13 |
| 16 giugno 2022 Smart Araneta Coliseum, Quezon City Durata: 1h:35 - Spettatori: 560   | Canada      | 3 - 1 | Belgio      | 25-22, 25-21, 22-25, 25-22        |
| 16 giugno 2022 Smart Araneta Coliseum, Quezon City Durata: 1h:15 - Spettatori: 799   | Bulgaria    | 0 - 3 | Giappone    | 20-25, 16-25, 23-25               |
| 17 giugno 2022 Smart Araneta Coliseum, Quezon City Durata: 1h:08 - Spettatori: 1 087 | Polonia     | 0 - 3 | Stati Uniti | 12-25, 21-25, 16-25               |
| 17 giugno 2022 Smart Araneta Coliseum, Quezon City Durata: 1h:29 - Spettatori: 2 515 | Cina        | 3 - 1 | Canada      | 25-16, 18-25, 25-12, 25-18        |
| 17 giugno 2022 Smart Araneta Coliseum, Quezon City Durata: 1h:12 - Spettatori: 3 410 | Giappone    | 3 - 0 | Thailandia  | 25-22, 25-16, 25-14               |
| 18 giugno 2022 Smart Araneta Coliseum, Quezon City Durata: 1h:15 - Spettatori: 536   | Bulgaria    | 3 - 0 | Canada      | 26-24, 25-22, 25-21               |
| 18 giugno 2022 Smart Araneta Coliseum, Quezon City Durata: 1h:54 - Spettatori: 2 116 | Belgio      | 3 - 2 | Polonia     | 25-20, 15-25, 25-22, 22-25, 15-13 |
| 18 giugno 2022 Smart Araneta Coliseum, Quezon City Durata: 1h:13 - Spettatori: 3 440 | Stati Uniti | 3 - 0 | Cina        | 25-21, 25-23, 25-21               |
| 19 giugno 2022 Smart Araneta Coliseum, Quezon City Durata: 2h:10 - Spettatori: 1 543 | Bulgaria    | 2 - 3 | Belgio      | 22-25, 23-25, 25-20, 25-20, 15-17 |
| 19 giugno 2022 Smart Araneta Coliseum, Quezon City Durata: 1h:33 - Spettatori: 4 327 | Thailandia  | 1 - 3 | Stati Uniti | 25-17, 13-25, 23-25, 18-25        |
| 19 giugno 2022 Smart Araneta Coliseum, Quezon City Durata: 1h:25 - Spettatori: 6 027 | Giappone    | 3 - 1 | Cina        | 19-25, 25-16, 25-23, 25-12        |

#### Terza settimana
| Girone 5    | Girone 6        |
| ----------- | --------------- |
| Belgio      | Brasile         |
| Canada      | Bulgaria        |
| Germania    | Cina            |
| Giappone    | Corea del Sud   |
| Polonia     | Italia          |
| Serbia      | Polonia         |
| Turchia     | Rep. Dominicana |
| Stati Uniti | Thailandia      |

##### Girone 5
| 28 giugno 2022 Stampede Corral, Calgary Durata: 1h:34 - Spettatori: 750   | Serbia      | 3 - 1 | Germania    | 17-25, 25-16, 25-21, 25-18        |
| 28 giugno 2022 Stampede Corral, Calgary Durata: 1h:39 - Spettatori: 1 372 | Canada      | 3 - 1 | Turchia     | 25-22, 21-25, 25-22, 25-23        |
| 29 giugno 2022 Stampede Corral, Calgary Durata: 1h:55 - Spettatori: 525   | Giappone    | 2 - 3 | Paesi Bassi | 25-23, 20-25, 26-24, 21-25, 10-15 |
| 29 giugno 2022 Stampede Corral, Calgary Durata: 1h:16 - Spettatori: 712   | Belgio      | 0 - 3 | Stati Uniti | 16-25, 21-25, 19-25               |
| 30 giugno 2022 Stampede Corral, Calgary Durata: 1h:12 - Spettatori: 300   | Turchia     | 3 - 0 | Paesi Bassi | 25-23, 25-11, 25-21               |
| 30 giugno 2022 Stampede Corral, Calgary Durata: 1h:39 - Spettatori: 345   | Germania    | 3 - 1 | Belgio      | 20-25, 25-18, 25-22, 25-20        |
| 30 giugno 2022 Stampede Corral, Calgary Durata: 1h:13 - Spettatori: 1 533 | Stati Uniti | 3 - 0 | Serbia      | 25-17, 33-31, 25-16               |
| 1º luglio 2022 Stampede Corral, Calgary Durata: 1h:51 - Spettatori: 417   | Belgio      | 1 - 3 | Paesi Bassi | 25-21, 24-26, 20-25, 21-25        |
| 1º luglio 2022 Stampede Corral, Calgary Durata: 1h:35 - Spettatori: 1 043 | Turchia     | 3 - 1 | Giappone    | 25-20, 25-15, 18-25, 25-22        |
| 1º luglio 2022 Stampede Corral, Calgary Durata: 1h:44 - Spettatori: 1 841 | Serbia      | 3 - 1 | Canada      | 25-20, 25-14, 20-25, 25-22        |
| 2 luglio 2022 Stampede Corral, Calgary Durata: 1h:58 - Spettatori: 2 239  | Turchia     | 2 - 3 | Stati Uniti | 22-25, 25-18, 25-27, 25-23, 16-18 |
| 2 luglio 2022 Stampede Corral, Calgary Durata: 1h:49 - Spettatori: 1 398  | Giappone    | 1 - 3 | Serbia      | 25-22, 20-25, 19-25, 22-25        |
| 2 luglio 2022 Stampede Corral, Calgary Durata: 1h:40 - Spettatori: 1 987  | Germania    | 3 - 1 | Canada      | 25-19, 19-25, 27-25, 25-23        |
| 3 luglio 2022 Stampede Corral, Calgary Durata: 1h:42 - Spettatori: 597    | Belgio      | 3 - 2 | Giappone    | 25-16, 18-25, 25-19, 11-25, 15-10 |
| 3 luglio 2022 Stampede Corral, Calgary Durata: 1h:32 - Spettatori: 1 421  | Stati Uniti | 3 - 1 | Germania    | 25-17, 25-13, 13-25, 25-22        |
| 3 luglio 2022 Stampede Corral, Calgary Durata: 1h:49 - Spettatori: 1 867  | Paesi Bassi | 3 - 1 | Canada      | 22-25, 27-25, 26-24, 25-23        |

##### Girone 6
| 28 giugno 2022 Arena Armeec, Sofia Durata: 2h:02 - Spettatori: 1 231 | Cina            | 2 - 3 | Brasile         | 20-25, 23-25, 25-18, 25-21, 11-15 |
| 28 giugno 2022 Arena Armeec, Sofia Durata: 1h:14 - Spettatori: 2 245 | Rep. Dominicana | 0 - 3 | Bulgaria        | 15-25, 13-25, 21-25               |
| 29 giugno 2022 Arena Armeec, Sofia Durata: 1h:11 - Spettatori: 945   | Thailandia      | 3 - 0 | Corea del Sud   | 25-11, 25-22, 25-17               |
| 29 giugno 2022 Arena Armeec, Sofia Durata: 1h:40 - Spettatori: 911   | Italia          | 3 - 1 | Polonia         | 25-27, 25-20, 28-26, 25-18        |
| 30 giugno 2022 Arena Armeec, Sofia Durata: 1h:47 - Spettatori: 100   | Thailandia      | 1 - 3 | Rep. Dominicana | 25-22, 23-25, 23-25, 21-25        |
| 30 giugno 2022 Arena Armeec, Sofia Durata: 1h:08 - Spettatori: 986   | Polonia         | 0 - 3 | Cina            | 8-25, 23-25, 20-25                |
| 30 giugno 2022 Arena Armeec, Sofia Durata: 1h:14 - Spettatori: 300   | Corea del Sud   | 0 - 3 | Brasile         | 17-25, 19-25, 13-25               |
| 1º luglio 2022 Arena Armeec, Sofia Durata: 1h:05 - Spettatori: 500   | Cina            | 3 - 0 | Rep. Dominicana | 25-19, 25-16, 25-15               |
| 1º luglio 2022 Arena Armeec, Sofia Durata: 1h:40 - Spettatori: 110   | Italia          | 3 - 1 | Corea del Sud   | 25-17, 23-25, 25-15, 25-19        |
| 1º luglio 2022 Arena Armeec, Sofia Durata: 1h:27 - Spettatori: 2 567 | Brasile         | 3 - 0 | Bulgaria        | 25-21, 25-20, 25-18               |
| 2 luglio 2022 Arena Armeec, Sofia Durata: 2h:14 - Spettatori: 200    | Rep. Dominicana | 3 - 2 | Polonia         | 20-25, 38-36, 25-20, 13-25, 15-9  |
| 2 luglio 2022 Arena Armeec, Sofia Durata: 1h:51 - Spettatori: 300    | Brasile         | 3 - 1 | Thailandia      | 25-18, 26-24, 23-25, 25-23        |
| 2 luglio 2022 Arena Armeec, Sofia Durata: 1h:13 - Spettatori: 2 267  | Italia          | 3 - 0 | Bulgaria        | 25-12, 25-19, 25-21               |
| 3 luglio 2022 Arena Armeec, Sofia Durata: 1h:38 - Spettatori: 1 409  | Cina            | 3 - 1 | Corea del Sud   | 25-13, 19-25, 25-19, 26-24        |
| 3 luglio 2022 Arena Armeec, Sofia Durata: 1h:06 - Spettatori: 200    | Thailandia      | 0 - 3 | Italia          | 20-25, 14-25, 14-25               |
| 3 luglio 2022 Arena Armeec, Sofia Durata: 1h:44 - Spettatori: 2 411  | Polonia         | 1 - 3 | Bulgaria        | 25-22, 13-25, 17-25, 22-25        |

#### Classifica
| Pos. | Squadra         | Pt | G  | V  | P  | SV | SP | Ratio | PF    | PS    | Ratio |
| ---- | --------------- | -- | -- | -- | -- | -- | -- | ----- | ----- | ----- | ----- |
| 1.   | Stati Uniti     | 32 | 12 | 11 | 1  | 33 | 7  | 4,714 | 961   | 810   | 1,186 |
| 2.   | Brasile         | 29 | 12 | 10 | 2  | 31 | 12 | 2,583 | 997   | 898   | 1,110 |
| 3.   | Italia          | 29 | 12 | 10 | 2  | 31 | 13 | 2,384 | 1 021 | 888   | 1,149 |
| 4.   | Cina            | 26 | 12 | 8  | 4  | 29 | 17 | 1,705 | 1 046 | 923   | 1,133 |
| 5.   | Giappone        | 25 | 12 | 8  | 4  | 30 | 16 | 1,875 | 1 042 | 931   | 1,119 |
| 6.   | Serbia          | 23 | 12 | 8  | 4  | 27 | 20 | 1,350 | 1 042 | 1 044 | 0,998 |
| 7.   | Turchia         | 23 | 12 | 7  | 5  | 28 | 18 | 1,555 | 1 060 | 966   | 1,097 |
| 8.   | Thailandia      | 15 | 12 | 5  | 7  | 22 | 25 | 0,880 | 994   | 1 049 | 0,947 |
| 9.   | Rep. Dominicana | 14 | 12 | 5  | 7  | 19 | 27 | 0,703 | 926   | 1 039 | 0,891 |
| 10.  | Germania        | 14 | 12 | 4  | 8  | 20 | 27 | 0,740 | 1 045 | 1 057 | 0,988 |
| 11.  | Paesi Bassi     | 14 | 12 | 4  | 8  | 20 | 28 | 0,714 | 1 010 | 1 047 | 0,964 |
| 12.  | Canada          | 12 | 12 | 4  | 8  | 17 | 26 | 0,653 | 961   | 989   | 0,971 |
| 13.  | Polonia         | 12 | 12 | 4  | 8  | 18 | 29 | 0,620 | 1 005 | 1 049 | 0,958 |
| 14.  | Bulgaria        | 12 | 12 | 4  | 8  | 14 | 27 | 0,518 | 867   | 914   | 0,948 |
| 15.  | Belgio          | 8  | 12 | 4  | 8  | 18 | 32 | 0,562 | 1 034 | 1 130 | 0,915 |
| 16.  | Corea del Sud   | 0  | 12 | 0  | 12 | 3  | 36 | 0,083 | 701   | 978   | 0,716 |

      Qualificata alla fase finale.
      Retrocessa in Volleyball Challenger Cup.

### Fase finale
|  | Quarti di finale | Quarti di finale | Quarti di finale |  |   | Semifinali | Semifinali | Semifinali |                 |                 | Finale          | Finale  | Finale |
|  |                  |                  |                  |  |   |            |            |            |                 |                 |                 |         |        |
|  | 7                | Turchia          | 3                |  |   |            |            |            |                 |                 |                 |         |        |
|  | 7                | Turchia          | 3                |  |   |            |            |            |                 |                 |                 |         |        |
|  | 8                | Thailandia       | 1                |  |   |            |            |            |                 |                 |                 |         |        |
|  | 8                | Thailandia       | 1                |  | 7 | Turchia    | 0          |            |                 |                 |                 |         |        |
|  |                  |                  |                  |  | 7 | Turchia    | 0          |            |                 |                 |                 |         |        |
|  |                  |                  |                  |  |   | 3          | Italia     | 3          |                 |                 |                 |         |        |
|  | 3                | Italia           | 3                |  |   | 3          | Italia     | 3          |                 |                 |                 |         |        |
|  | 3                | Italia           | 3                |  |   |            |            |            |                 |                 |                 |         |        |
|  | 4                | Cina             | 1                |  |   |            |            |            |                 |                 |                 |         |        |
|  | 4                | Cina             | 1                |  |   |            |            |            |                 | 3               | Italia          | 3       |        |
|  |                  |                  |                  |  |   |            |            |            |                 | 3               | Italia          | 3       |        |
|  |                  |                  |                  |  |   |            |            |            |                 |                 | 2               | Brasile | 0      |
|  | 1                | Stati Uniti      | 2                |  |   |            |            |            |                 |                 | 2               | Brasile | 0      |
|  | 1                | Stati Uniti      | 2                |  |   |            |            |            |                 |                 |                 |         |        |
|  | 6                | Serbia           | 3                |  |   |            |            |            |                 |                 |                 |         |        |
|  | 6                | Serbia           | 3                |  | 6 | Serbia     | 1          |            | Finale 3° posto | Finale 3° posto | Finale 3° posto |         |        |
|  |                  |                  |                  |  | 6 | Serbia     | 1          |            |                 |                 |                 |         |        |
|  |                  |                  |                  |  |   | 2          | Brasile    | 3          |                 |                 | 7               | Turchia | 0      |
|  | 2                | Brasile          | 3                |  |   |            | Brasile    | 3          |                 |                 | 7               | Turchia | 0      |
|  | 2                | Brasile          | 3                |  |   |            |            |            |                 | 6               | Serbia          | 3       |        |
|  | 5                | Giappone         | 1                |  |   |            |            |            |                 |                 | Serbia          | 3       |        |
|  | 5                | Giappone         | 1                |  |   |            |            |            |                 |                 |                 |         |        |

#### Quarti di finale
| 13 luglio 2022 Ankara Arena, Ankara Durata: 1h:56 - Spettatori: 9 506  | Brasile     | 3 - 1 | Giappone   | 29-27, 28-26, 20-25, 25-14        |
| 13 luglio 2022 Ankara Arena, Ankara Durata: 2h:07 - Spettatori: 7 250  | Stati Uniti | 2 - 3 | Serbia     | 27-29, 23-25, 25-20, 25-20, 13-15 |
| 14 luglio 2022 Ankara Arena, Ankara Durata: 1h:41 - Spettatori: 5 403  | Italia      | 3 - 1 | Cina       | 25-22, 25-19, 24-26, 25-22        |
| 14 luglio 2022 Ankara Arena, Ankara Durata: 1h:39 - Spettatori: 11 050 | Turchia     | 3 - 1 | Thailandia | 23-25, 25-15, 25-18, 25-21        |

#### Semifinali
| 16 luglio 2022 Ankara Arena, Ankara Durata: 1h:46 - Spettatori: 6 350  | Serbia  | 1 - 3 | Brasile | 25-14, 18-25, 24-26, 19-25 |
| 16 luglio 2022 Ankara Arena, Ankara Durata: 1h:25 - Spettatori: 15 420 | Turchia | 0 - 3 | Italia  | 18-25, 26-28, 22-25        |

#### Finale 3º posto
| 17 luglio 2022 Ankara Arena, Ankara Durata: 1h:20 - Spettatori: 11 740 | Turchia | 0 - 3 | Serbia | 25-27, 17-25, 24-26 |

#### Finale
| 17 luglio 2022 Ankara Arena, Ankara Durata: 1h:20 - Spettatori: 7 002 | Italia | 3 - 0 | Brasile | 25-23, 25-22, 25-22 |

## Classifica finale
| Pos     | Squadra         | Rosa |
| ------- | --------------- | --- |
| Oro     | Italia          | Formazione: 1 Lubian, 2 Bosio, 3 Gennari, 4 Bonifacio, 5 Malinov, 6 De Gennaro, 7 Fersino, 8 Orro, 9 Bosetti, 10 Chirichella, 11 Danesi, 12 Guerra, 14 Pietrini, 15 Nwakalor, 16 D'Odorico, 17 Sylla, 18 Egonu, 21 Degradi, 22 Enweonwu, 23 Perinelli, 24 Mazzaro, CT: Mazzanti                        |
| Argento | Brasile         | Formazione: 2 Alecrim, 3 Kudiess, 4 A.C. da Silva, 5 Daroit, 6 Costa, 7 Montibeller, 8 Carneiro, 9 Ratzke, 10 G. Guimarães, 11 Barbosa, 12 A.C. de Souza, 14 de Araújo, 15 Viezel, 16 do Nascimento, 17 Bergmann, 18 M. de Souza, 20 L. da Silva, 24 Teixeira, CT: J. Guimarães                        |
| Bronzo  | Serbia          | Formazione: 1 Buša, 2 Lazović, 4 Živković, 5 Popović, 7 Jakšić, 8 Mirković, 9 Mihajlović, 12 Pušić, 13 Bjelica, 14 Aleksić, 15 Stevanović, 19 Milenković, 20 Zelenović, 21 Kocić, 22 Lozo, 28 Delić, 31 Đurđević, 34 Mirosavljević, 35 Mijatović, CT: Santarelli                                       |
| 4       | Turchia         | Formazione: 1 Arıcı, 2 Aköz, 3 Özbay, 4 Şenoğlu, 5 Akbay, 6 S. Şahin, 7 Baladin, 9 İsmailoğlu, 10 Aykaç, 11 Cebecioğlu, 12 E. Şahin, 13 Boz, 14 Erdem, 17 Çalışkan, 18 Güneş, 19 Kestirengöz, 20 Sarıoğlu, 22 Aydın, 99 Karakurt, CT: Guidetti                                                         |
| 5       | Stati Uniti     | Formazione: 1 Hancock, 2 Poulter, 3 Plummer, 4 Wong-Orantes, 5 Hentz, 6 Dixon, 7 Carlini, 8 Tapp, 9 Kingdon, 10 Butler, 11 Drews, 12 Thompson, 13 Wilhite, 15 Washington, 16 Rettke, 18 Bajema, 19 Gray, 20 Cuttino, 22 White, 23 Robinson, 24 Ogbogu, 30 Frantti, 31 Stevenson, 33 Reed, CT: Kiraly   |
| 6       | Cina            | Formazione: 1 Yuan, 3 Diao, 4 Yang, 5 Gao, 6 Gong, 7 Wang Yua., 8 Jin, 10 Wang Yun., 11 Wang Yi., 12 Li, 13 Cai, 14 Zheng, 15 Wang We., 16 Ding, 17 Ni, 18 Miao, 19 Chen, CT: Bin |
| 7       | Giappone        | Formazione: 1 Yamagishi, 2 Uchiseto, 3 Koga, 4 Ishikawa, 5 Shimamura, 8 Miyashita, 9 Kojima, 10 Inoue, 14 Okumu Oba, 15 Hayashi, 19 Yamada, 23 Yokota, 24 Matsui, 25 Ogawa, 26 Miyabe, 28 Hamamatsu, 30 Seki, 38 Sato, CT: Manabe                                                                      |
| 8       | Thailandia      | Formazione: 1 Srithong, 2 Pannoy, 3 Guedpard, 4 Nuekjang, 6 Thipachot, 9 Bundasak, 11 Pinsuwan, 12 Bamrungsuk, 13 Jaisaen, 14 Chuewulim, 15 Kamulthala, 16 Kokram, 17 Boonlert, 18 Kongyot, 19 Moksri, 20 Pairoj, 21 Sooksod, 22 Yupa, 23 Manakij, 24 Boonlert, 25 Janthawisut, CT: Sriwacharamaytakul |
| 9       | Rep. Dominicana | Formazione: 2 Rodríguez, 3 Rabit, 4 Peralta, 6 Domínguez, 7 Marte, 9 Hinojosa, 12 Pérez, 13 Matos, 15 Guillén, 16 Peña, 17 Mambru, 20 B. Martínez, 21 J. Martínez, 22 Caraballo, 23 Ga. González, 24 Ge. González, 25 L. Martínez, CT: Kwiek                                                           |
| 10      | Germania        | Formazione: 1 Bock, 2 Kästner, 4 Pogany, 5 Glaab, 6 Geerties, 7 Vanjak, 9 Alsmeier, 10 Stigrot, 12 Orthmann, 13 Hippe, 14 Schölzel, 21 Weitzel, 22 Strubbe, 23 Straube, 24 Cekulaev, CT: Heynen |
| 11      | Paesi Bassi     | Formazione: 2 Savelkoel, 4 Plak, 5 Knollema, 7 Lohuis, 8 Korevaar, 9 Schoot, 10 van Aalen, 11 Buijs, 12 Bongaerts, 14 Dijkema, 16 Baijens, 17 Vos, 18 Jasper, 19 Daalderop, 23 Timmerman, 24 de Zwart, 25 Reesink, 26 Dambrink, CT: Selinger                                                           |
| 12      | Canada          | Formazione: 1 Fitterer, 3 Van Ryk, 5 Murmann, 6 White, 8 Ogoms, 9 Gray, 10 Baker, 11 Mitrovic, 12 Cross, 13 O'Reilly, 14 Howe, 16 Livingston, 17 Georgiadis, 18 Robitaille, 19 Maglio, 20 Palermo, 25 Grills, CT: Winzer                                                                               |
| 13      | Polonia         | Formazione: 1 Stenzel, 2 Stencel, 3 Alagierska, 5 Kąkolewska, 6 Ganszczyk, 8 Górecka, 10 Fedusio, 11 Łukasik, 12 Szczygłowska, 14 Wołosz, 15 Czyrniańska, 18 Gryka, 21 Grabka, 22 Szlagowska, 26 Wenerska, 30 Różański, 95 Jurczyk, CT: Lavarini                                                       |
| 14      | Bulgaria        | Formazione: 1 G. Dimitrova, 2 N. Dimitrova, 3 Nejkova, 5 Jordanova, 6 Paskova, 7 Kitipova, 8 Barakova, 9 Săjkova, 10 M. Todorova, 11 Ruseva, 15 Ž. Todorova, 16 E. Vasileva, 17 Marinova, 18 Čauševa, 19 Milanova, 26 Šahpazova, 28 Krivošijska, 29 R. Vasileva, CT: Micelli                           |
| 15      | Belgio          | Formazione: 2 Van Sas, 3 Herbots, 4 Lemmens, 5 Guilliams, 7 Van Gestel, 9 Demeyer, 10 Martin, 11 Goris, 12 Krenicky, 13 Janssens, 15 Van de Vyver, 18 Rampelberg, 19 Van Avermaet, 21 Stragier, 22 Koulberg, CT: Vande Broek                                                                           |
| 16      | Corea del Sud   | Formazione: 1 Yoo, 2 Kim H.k., 3 Yeum, 4 Han D.h., 5 Noh, 6 Lee S.w., 7 Kang, 8 Jung, 9 Lee J.a., 10 Go, 11 Park H.m., 12 Lee D.h., 13 Park J.a., 14 Jeong, 15 Hwang, 16 Lee H.b., 17 Park H.j., 18 Choi, 19 Kim H.j., 20 Han S.j., 21 Kim C.y., 22 An, 23 Park E.j., 24 Na, 25 Moon, CT: Hernández    |

|  | Retrocessa in Volleyball Challenger Cup 2022 |

## Premi individuali
| Premio                 | Nome                  | Squadra |
| ---------------------- | --------------------- | ------- |
| MVP                    | Paola Egonu           | Italia  |
| Miglior palleggiatrice | Alessia Orro          | Italia  |
| Miglior opposto        | Paola Egonu           | Italia  |
| Miglior schiacciatrice | Caterina Bosetti      | Italia  |
| Miglior schiacciatrice | Gabriela Guimarães    | Brasile |
| Miglior centrale       | Jovana Stevanović     | Serbia  |
| Miglior centrale       | Ana Carolina da Silva | Brasile |
| Miglior libero         | Monica De Gennaro     | Italia  |

## Statistiche
| Rendimento individuale | Rendimento individuale | Rendimento individuale | Rendimento individuale |
| Pos.                   | Nome                   | Punti                  | Squadra                |
| ---------------------- | ---------------------- | ---------------------- | ---------------------- |
| 1                      | Britt Herbots          | 306                    | Belgio                 |
| 2                      | Sarina Koga            | 256                    | Giappone               |
| 3                      | Li Yingying            | 248                    | Cina                   |
| 4                      | Ebrar Karakurt         | 239                    | Turchia                |
| 5                      | Ana Bjelica            | 232                    | Serbia                 |
| 6                      | Pimpichaya Kokram      | 228                    | Thailandia             |
| 7                      | Chatchu-On Moksri      | 218                    | Thailandia             |
| 8                      | Kiera Van Ryk          | 213                    | Canada                 |
| 9                      | Paola Egonu            | 211                    | Italia                 |
| 10                     | Gong Xiangyu           | 199                    | Cina                   |

| Attacchi vincenti | Attacchi vincenti | Attacchi vincenti | Attacchi vincenti |
| Pos.              | Nome              | Punti             | Squadra           |
| ----------------- | ----------------- | ----------------- | ----------------- |
| 1                 | Britt Herbots     | 282               | Belgio            |
| 2                 | Sarina Koga       | 234               | Giappone          |
| 3                 | Li Yingying       | 217               | Cina              |
| 4                 | Ebrar Karakurt    | 216               | Turchia           |
| 5                 | Ana Bjelica       | 208               | Serbia            |
| 6                 | Pimpichaya Kokram | 204               | Thailandia        |
| 7                 | Paola Egonu       | 184               | Italia            |
| 8                 | Kiera Van Ryk     | 182               | Canada            |
| 9                 | Chatchu-On Moksri | 180               | Thailandia        |
| 10                | Alexa Gray        | 171               | Canada            |
| 10                | Gong Xiangyu      | 171               | Cina              |

| Muri vincenti | Muri vincenti         | Muri vincenti | Muri vincenti |
| Pos.          | Nome                  | Punti         | Squadra       |
| ------------- | --------------------- | ------------- | ------------- |
| 1             | Ana Carolina da Silva | 63            | Brasile       |
| 2             | Zehra Güneş           | 51            | Turchia       |
| 3             | Maja Aleksić          | 47            | Serbia        |
| 4             | Jovana Stevanović     | 40            | Serbia        |
| 5             | Eline Timmerman       | 36            | Paesi Bassi   |
| 6             | Eda Erdem             | 33            | Turchia       |
| 6             | Wang Yuanyuan         | 33            | Cina          |
| 8             | Marlies Janssens      | 32            | Belgio        |
| 9             | Nasja Dimitrova       | 30            | Bulgaria      |
| 9             | Yuan Xinyue           | 30            | Cina          |

| Battute vincenti | Battute vincenti      | Battute vincenti | Battute vincenti |
| Pos.             | Nome                  | Punti            | Squadra          |
| ---------------- | --------------------- | ---------------- | ---------------- |
| 1                | Kiera Van Ryk         | 20               | Canada           |
| 2                | Eda Erdem             | 14               | Turchia          |
| 3                | Ana Carolina da Silva | 13               | Brasile          |
| 3                | Li Yingying           | 13               | Cina             |
| 3                | Paola Egonu           | 13               | Italia           |
| 6                | Pimpichaya Kokram     | 12               | Thailandia       |
| 7                | Lina Alsmeier         | 11               | Germania         |
| 8                | Camilla Weitzel       | 10               | Germania         |
| 8                | Yonkaira Peña         | 10               | Rep. Dominicana  |
| 8                | Jovana Stevanović     | 10               | Serbia           |
| 8                | Yuan Xinyue           | 10               | Cina             |
| 8                | Gong Xiangyu          | 10               | Cina             |
| 8                | Juliët Lohuis         | 10               | Paesi Bassi      |